# Magnac-Laval
Magnac-Laval is een gemeente in het Franse departement Haute-Vienne (regio Nouvelle-Aquitaine) en telt 2010 inwoners (2005). De plaats maakt deel uit van het arrondissement Bellac.

## Geografie
De oppervlakte van Magnac-Laval bedraagt 73,1 km², de bevolkingsdichtheid is 27,5 inwoners per km².
De onderstaande kaart toont de ligging van Magnac-Laval met de belangrijkste infrastructuur en aangrenzende gemeenten.

## Demografie
Onderstaande figuur toont het verloop van het inwonertal (bron: INSEE-tellingen).